# Pegeen Vail Guggenheim
Pegeen Vail Guggenheim (Ouchy, 18 agosto 1925 – Parigi, 1º marzo 1967) è stata una pittrice statunitense, figlia della collezionista d'arte Peggy Guggenheim e dello scrittore Laurence Vail.

## Biografia
Nata ad Ouchy, in Svizzera, Pegeen Vail Guggenheim trascorse l'infanzia tra Inghilterra e Francia, dove frequentò una scuola bilingue a Neuilly. Nel 1941 lasciò l'Europa per recarsi negli Stati Uniti insieme alla madre Peggy Guggenheim e a Max Ernst, che sarebbe poi stato il suo patrigno per cinque anni. Una volta giunta in America, studiò presso il prestigioso Finch College.
Nel 1943 incontrò il pittore francese Jean Hélion, il quale, insieme a Piet Mondrian e Fernand Léger, aveva contribuito ad introdurre l'astrattismo negli Stati Uniti. Nel 1946 sposò Jean Hélion a New York, trasferendosi a Parigi nello stesso anno. Essi ebbero tre figli: Fabrice, David e Nicolas. Quando la coppia divorziò nel 1956, Pegeen lasciò Parigi col figlio minore, Nicolas, andando a vivere con la madre a Venezia.
Nel 1957 Pegeen incontrò il pittore inglese Ralph Rumney a Londra, all'inaugurazione di una mostra di Francis Bacon presso l'Hanover Gallery. Rumney era un neorealista inglese e uno dei fondatori, insieme a Guy Debord e Piero Simondo, dell'Internazionale Situazionista.
L'anno successivo si sposò e diede alla luce il suo quarto figlio, Sandro. La coppia si spostò a Parigi nel 1959, dove visse prima su Rue du Dragon e poi sull'Île Saint-Louis.
La pittrice morì il 1º marzo 1967, in seguito a un'overdose di farmaci. Aveva sofferto di depressione per tutta la vita.

## Carriera
Nonostante la breve carriera, Pegeen Vail Guggenheim espose i propri lavori al Museum of Modern Art di New York, la Fine Arts Gallery di San Diego e in città come Filadelfia, Parigi, Londra, Venezia, Padova, Murano, Palm Beach, Vicenza, Stoccolma e Toronto.
Pegeen frequentò e venne influenzata da alcuni dei più grandi artisti e intellettuali del XX secolo, tra cui Yves Tanguy, Max Ernst, André Breton, Marcel Duchamp, e Jackson Pollock. 
I suoi dipinti combinano l'arte naif con quella surrealista. Ella fu ispirata nei suoi lavori dagli artisti surrealisti che l'avevano circondata durante l'infanzia, incluso Yves Tanguy, con cui scambiò alcuni dipinti. Possiamo notare quest'influenza nel ricorrere di elementi o situazioni improbabili nelle scene e nei decori proposti.
Nel gennaio 1943 e nel giugno 1945, l'opera di Pegeen comparve in alcune mostre dedicate ad artiste di sesso femminile: "Exhibition by 31 Women", e poi "The Women", presso la Art of this Century, galleria aperta a New York dalla madre nell'ottobre 1942. I dipinti di Pegeen furono esposti al fianco di opere di Kay Sage, Leonora Carrington, Lee Krasner, Dorothea Tanning, e Frida Kahlo.
Nei suoi dipinti, Pegeen rappresenta spesso coppie e famiglie che appaiono felici e teneramente affettuose. Considerando la vita tumultuosa a cui andò incontro, in quanto figlia di Peggy Guggenheim, questi temi appaiono una sua ricerca di una vita familiare stabile. I personaggi dei suoi quadri sono spesso presi direttamente dal suo mondo: oltre a lei possiamo riconoscere sua madre, i suoi mariti e i suoi bambini. Tuttavia, sebbene la sua produzione possa sembrare gioiosa ad un primo sguardo, è sempre percepibile una sensazione di isolamento e sofferenza, come una donna che piange dopo aver dato alla luce il figlio.
Raymond Queneau scrisse la seguente introduzione per il catalogo di una sua mostra alla Galleria del Naviglio di Milano:
Après son expulsion. Adam au coeur pur traçait sur les parois les plus secrètes des cavernes la parfaite figuration de bisons vengeurs. Que faisait Eve alors? On lui criait sans doute dans les creilles qu'elle était coupable. Mais voici, comme le dit Prévert: "Dieu chassé du Paradis Terrestre" voici "La nouvelle saison". "Une terre fertile - Une lune bon enfant - Une mer hospitalière - Un soleil souriant - Au fil de l'eau - Les filles de l'air du temps..."
Pegeen Helion appartient à l'espèce de ces "Adorables enfants".»